# Xavier Rubio Campillo
Xavier Rubio Campillo (1981) és enginyer superior en Informàtica i doctor en Didàctica de les ciències socials. Fa recerques sobre noves metodologies de recerca que fomentin la interdisciplinarietat. Estudia l'ús de modelització formal i simulació en l'àmbit de l'evolució cultural i la interacció societat-medi ambient, en estreta col·laboració amb grups de recerca en humanitats.

Actualment és investigador del Barcelona Supercomputing Center, dins del projecte Consolider Simulpast, que explora noves metodologies d'investigació arqueològica per la simulació computacional. En el marc del Simulpast, ha desenvolupat la plataforma de simulació social Pandora. És responsable del projecte de divulgació SimulPlay, que intenta acostar la recerca en aquests àmbits a la societat.